# 結崎このみ
結崎 このみ（ゆうざき このみ、2001年1月3日 - ）は、日本の女性声優。千葉県出身。かつてはキャトルステラに準所属し、ユニット「ポポロコネクト」のメンバーとしても活動していた。

## 経歴
小学4年生頃から劇団に所属し、演技を好むようになる。中学生になってから友人の影響でアニメを見始め、当初は声優への意識はなかったものの、同じ声優が様々なキャラクターに声をあてていることに衝撃を受け、身の丈以上の演技ができる声優業に憧れを抱くようになった。金銭面の問題から声優学校には通わず、高校1年生の頃から独学で声優の勉強を始める。声を録音して投稿するアプリを活用し、他人の声からもよいところを吸収していったという。
事務所への所属やキャラクターの配役に直結するタイプのオーディションを受ける中で、高校2年生の時、声優事務所・キャトルステラの第一回声優オーディションでグランプリを獲得し、『ビーナスイレブンびびっど!』の新キャラクター・ナビィ役に合格。2017年4月から同事務所預かり、同年10月からは準所属となる。
2017年10月26日放送の『王様ゲーム The Animation』第4話、木下明美役でテレビアニメ初出演。
2019年3月、キャトルステラの新人声優で結成したライブアイドルユニット「ポポロコネクト」のメンバーとなり、ユニットとしてインクリプションに所属。メンバーカラーはアイスブルー担当。2020年1月には結崎の生誕ライブが執り行われ、2021年1月にもメンバーの加山夕莉との合同生誕祭が執り行われた。
2019年9月、個人のYouTubeチャンネルを開設。チャンネルではゲーム実況の配信を行っていた。
2020年9月末をもってキャトルステラを退所し、以降はフリーランスの声優として活動。退所後もポポロコネクトでの活動は継続していたが、同年12月末をもって全メンバーがキャトルステラを退所した状態になり、2021年1月23日のラストライブをもって解散となった。
2021年8月をもって仕事の依頼の受付を一時停止し、また、配信活動について無期限休止することを発表した。

## 人物
尊敬する声優は悠木碧。
現役高校生のまま声優デビュー。高校卒業後は声優業とも関係ない大学に進んでいる。
前述の通り、声優学校に通わずに独学で声優の勉強をしていたが、独学であるがゆえに発声練習など声優で求められるものが欠落してしまったといい、声優学校を経て声優になった人たちと比べて出遅れているのではないかと不安を覚えることもあるという。また、演劇出身であることから「身体を動かせは表現が付いてくる」タイプであり、ついマイクの前で体を動かしてしまうことがあって苦労したという。

## 出演
太字はメインキャラクター。

### テレビアニメ
- 王様ゲーム The Animation（2017年、木下明美[14]）
- まめねこ（2018年、鳩雛A）
- ノブナガ先生の幼な妻（2019年、枇杷島万結[15]）

### ゲーム
2017年
- あやかし百鬼夜行〜極〜（雪芽、虎虎、厠の花子さん）
- 三国志炎舞〜王様の物語〜（孫尚香、姜維、劉禅）
- ソラヒメ ACE VIRGIN -銀翼の戦闘姫-（BV 141）
- ビーナスイレブンびびっど!（ナビィ）

2018年
- 乙女戦姫〜ロリータガールズ〜（姜維、黄夫人、張飛）
- 極光のレムリア 〜Hidden elements〜（薫衣)
- ファイナルガーディアン（婉児）
- ファイブキングダム（ステラ、アデル）
- REDSTONE2（ウィンヴェル、レニー）

2019年
- ArkResona（エリダ・オキシドーレ）
- アミュージングヒーローズ（鶴姫）
- ガールズカタルシス（シオン、ハルナ）
- グレントリア〜眠レル竜ト暁ノ戦士ノ物語〜
- Song of Unleash（樋上真白）
- ナナカゲ〜7つの王国と月影の傭兵団（プナコ、タイス、セレン）
- Hello Hero Epic Battle（エリシャ、ミントチューイン）
- バレットブレイク（コーラルスター、エイワーズ）
- メリーガーランド（トルテ、フローリア、ピア）
- MEOW-王国の騎士-（ペイラ王、神官・アリス）
- リバースユニオン（マーキュリー、フィティ、ナイトアーマー、ユミル）

2020年
- ステラクロニクル（女主人公、ナチチ）
- VGAME

2021年
- ひめがみ神楽（雪ん娘）

2022年
- ヴェルヴェット・コード（ニューオーリンズ）

### テレビ番組
- 開運!なんでも鑑定団（2021年2月23日、テレビ東京）[27]

### ウェブ番組
- ステラクロニクル公式生放送〜星界情報局〜（2020年、YouTube Live・ニコニコ生放送）

### 舞台
- フレッシュ企画「即興コントステージ」（2021年4月11日[28]・6月13日[29]、四谷3丁目ドリームシアター）

### その他
- 音声合成ソフト「VOICEVOX」（2022年、雨晴はう）[30]

## ディスコグラフィ

### 参加作品
| 発売日         | 商品名         | 歌             | 楽曲 | 備考 |
| -------------- | -------------- | -------------- | --- | ---- |
| 2019年7月3日   | Hello, world!  | ポポロコネクト | 「白地図の向こうへ」 「勇気がたりない!」 「君が幸せになるのを待っている」 「明日はきっと」 「セイレーン」 「ツナグセカイ」                    |      |
| 2019年10月18日 | Hello, world!! | ポポロコネクト | 「Hello, world!!」 「白地図の向こうへ」 「勇気がたりない!」 「君が幸せになるのを待っている」 「明日はきっと」 「セイレーン」 「ツナグセカイ」 |      |

### ユニットメンバー
1. ↑  結崎このみ、深町未紗、成瀬真那、加山夕莉